# Produkt strukturyzowany
Produkt strukturyzowany – stanowi zobowiązanie emitenta w stosunku do inwestora, że w terminie wykupu wypłaci mu (obliczoną według zdefiniowanego algorytmu) kwotę rozliczenia zależną od zmian wskaźnika rynkowego instrumentu bazowego (np. kursu akcji lub waluty, indeksu giełdowego).
W zależności od konstrukcji instrumentu wyróżnia się dwa podstawowe rodzaje produktów strukturyzowanych:
- produkty gwarantujące ochronę kapitału;
- produkty niegwarantujące pełnej ochrony kapitału.

Produkt strukturyzowane umożliwiają osobom fizycznym inwestowanie na rynkach, do których nie mają oni bezpośredniego dostępu. Przeznaczone są dla inwestorów posiadających określone preferencje odnośnie do rynków bazowych bądź zainteresowanych zwiększoną stopą zwrotu, którzy jednocześnie akceptują odpowiednio większe ryzyko.
Zalety
- ochrona zainwestowanego kapitału,
- możliwość inwestowania na rynkach, do których bezpośredni dostęp dla inwestorów indywidualnych jest utrudniony (np. rynek pochodnych towarowych, zagraniczne rynki akcji),
- możliwość wykorzystania mechanizmów typowych dla instrumentów pochodnych (lewarowanie, zwiększona stopa zwrotu).

Wady
- niezbywalność/niepłynność,
- ryzyko kredytowe (forma kontraktu niezabezpieczonego z emitentem),
- brak regulacji, w tym co do wyceny, szczegółowości opisu, informacji publicznych, nadzoru nad rynkiem,
- instrument skomplikowany, tworzony przez podmiot specjalistyczny z wykorzystaniem technik inżynierii finansowej, co może utrudniać szacowanie spodziewanych wyników w porównaniu z instrumentami standardowymi.

Rynek instrumentów strukturyzowanych nie został dotychczas ściśle uregulowany, choć pewne zasady dotyczące dystrybucji strukturyzowanych papierów wartościowych zawarte są w dyrektywie MiFiD – określają one m.in. minimalny zakres informacji, jaki musi zostać zawarty w opisie danego produktu inwestycyjnego. Instrumenty strukturyzowane funkcjonują w ramach umów cywilnych między emitentem a inwestorem, w których określone są zasady inwestowania środków na zakup danego instrumentu, funkcjonowania emitowanych strukturyzowanych papierów wartościowych, formuły wypłat z zysków, zasady postępowania w sytuacjach awaryjnych (takich jak np. zaprzestanie publikowania indeksu będącego bazą dla określenia wielkości zysków), terminów zakończenia inwestycji itp.

## Instrumenty strukturyzowane w Polsce
W Polsce najpopularniejsze produkty strukturyzowane mają charakter oszczędnościowo-inwestycyjny, a występują w formie lokaty, polisy ubezpieczeniowej, obligacji bądź certyfikatu inwestycyjnego. Zazwyczaj są one połączeniem lokaty bankowej bądź inwestycji w papier dłużny oraz instrumentu pochodnego (np. opcji lub forward), którego wartość zależy od ceny różnorodnych instrumentów bazowych, takich jak waluty, akcje, indeksy giełdowe czy surowce.
Produkty strukturyzowane oferowane w Polsce zwykle charakteryzują się następującymi cechami:
- pełna lub częściowa ochrona kapitału – w definicji instrumentu zawarta jest gwarancja zwrotu całości lub części zainwestowanej kwoty,
- zdefiniowany czas trwania inwestycji,
- określenie stopy zwrotu z inwestycji w produkt w zależności od różnych scenariuszy rozwoju sytuacji gospodarczej, opisane za pomocą formuły zadającej wartość wypłacanej kwoty w określonych warunkach.

Według danych z września 2012 roku Polacy lokowali 10 mld zł rocznie w produktach strukturyzowanych.